# 京都府道143号四ノ宮四ツ塚線
京都府道143号四ノ宮四ツ塚線（きょうとふどう143ごう しのみやよつづかせん）は、京都府京都市山科区から京都市南区に至る一般府道である。

## 概要
かつての国道1号の経路に当たる。国道1号と分岐する京都市山科区四ノ宮奈良野町を起点とし、再び国道1号と合する京都市南区西九条春日町（九条油小路交差点）を経て京都市南区四ツ塚町（京阪国道口交差点）に至る。名称は起点となる山科区四ノ宮と、京阪国道口交差点のある南区四ツ塚町に由来する。別名、三条通 - 東大路通（東山通） - 九条通。
戦後、京都市と大津市が1952年（昭和27年）に新たな道路法によって東京都中央区と大阪市をつなぐ国道1号の経由地となった。国道1号の大津・京都間の道程は、近世の東海道からの道路を付替・改良して1933年（昭和8年）3月に竣工した京津国道（けいしんこくどう）を継承しつつ、京都側では三条大橋までは至らず、東山三条から市街地の外周を迂回する形で、東大路通・九条通を経て京阪国道に接続する経路となった。
1967年（昭和42年）4月に交通渋滞緩和のために名神高速道路 京都東ICと接続する滋賀県大津市藤尾横木町から、京都市東山区の東山五条に至る五条バイパス（東山バイパス）が完成し、当時東大路通・烏丸通間が国道8号単独区間であった五条通に接続した。
一般府道四ノ宮四ツ塚線は、1970年（昭和45年）3月31日付けで路線認定され、同年9月2日、五条バイパス（東山バイパス）の旧道となる区間が移管された。次いで1971年（昭和46年）4月1日に国道1号の東山五条からの経路が五条通・堀川通・油小路通経由に変更され、それに伴って東大路通・九条通経由の旧国道1号の経路が移管された。これにより山科区四ノ宮奈良野町から南区西九条春日町（九条油小路交差点）までの区間が四ノ宮四ツ塚線単独区間となった。
当初の整理番号は一般府道287号だったが、1994年（平成6年）の路線番号再編により143へ改番された。
かつては3車線であった日ノ岡 - 蹴上間において中央線変移が取られていた。同区間を専用軌道で道路と併走していた京阪京津線が1997年（平成9年）に廃止された後、軌道用地を利用して4車線に拡幅されたため、現在は中央線変移は行なわれていない。
京都外環状線との交点である外環三条交差点は、外環状線に向かう車両で朝夕の渋滞多発地点となっている。

### 路線データ
- 起点：京都市山科区四ノ宮奈良野町（国道1号交点、名神高速道路 京都東IC）
- 終点：京都市南区四ツ塚町（京阪国道口交差点、国道1号交点、国道171号・京都府道・大阪府道13号京都守口線起点、大阪府道・京都府道14号大阪高槻京都線・京都府道114号七条大宮四ツ塚線終点）

### 京都市道路現況表に基づく起終点・総延長
- 起点：京都市山科区四ノ宮奈良野町32番地地先[9]（国道1号交点）
- 終点：京都市南区西九条春日町3番地の1地先[9]（九条油小路交差点、国道1号交点）
- 総延長：11,373.1メートル[9]

## 路線状況

### 別名
- 三条通
- 東大路通（東山通）
- 九条通

### 重複区間
- 京都府道116号渋谷山科停車場線・京都府道117号小野山科停車場線（京都市山科区竹鼻竹ノ街道町・外環三条交差点 - 京都市山科区竹鼻竹ノ街道町）
- 国道1号（京都市南区西九条春日町・九条油小路交差点 - 京都市南区四ツ塚町・京阪国道口交差点（終点））
- 京都府道114号七条大宮四ツ塚線（京都市南区九条町・九条大宮交差点 - 京都市南区四ツ塚町・京阪国道口交差点（終点））

### 道路施設

#### 橋梁
- 今熊野跨線橋（東海道新幹線・東海道本線、京都市東山区）1962年度（昭和37年度）竣工、延長25.40メートル[10]
- 九条跨線橋（鴨川、京都市東山区 - 京都市南区）

## 地理

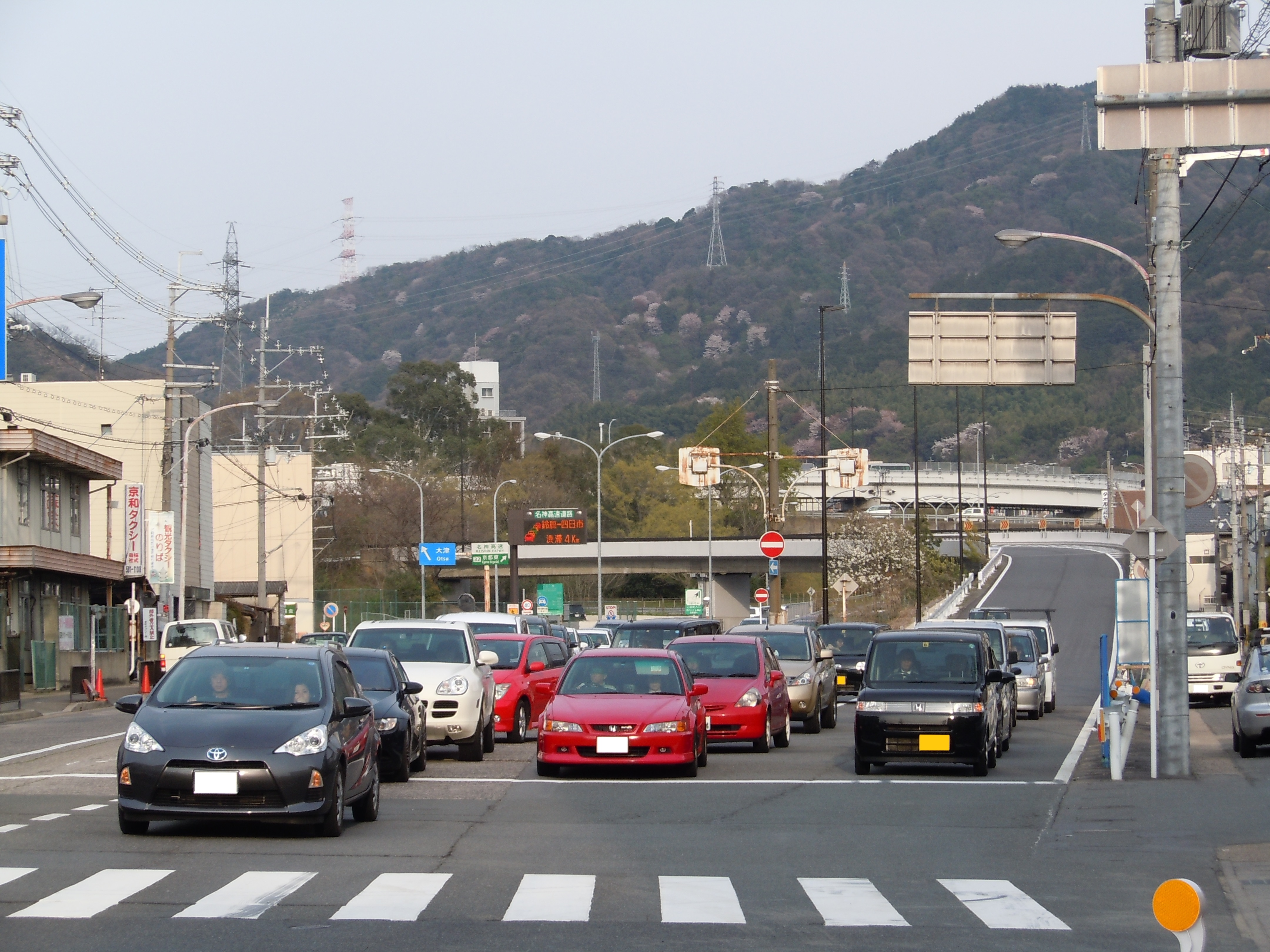
東端付近

### 通過する自治体
- 京都市（山科区 - 東山区 - 南区）

### 交差する道路
| 交差する道路 | 市町村名 | 市町村名 | 交差する場所   | 交差する場所            |
| --- | -------- | -------- | -------------- | ----------------------- |
| E1 名神高速道路 国道1号 / 五条バイパス 国道8号 重複 | 京都市   | 山科区   | 四ノ宮奈良野町 | 32 京都東IC / 起点      |
| 京都府道116号渋谷山科停車場線 / 渋谷街道 重複区間起点 京都府道117号小野山科停車場線 / 醍醐街道 重複区間起点 京都外環状線                                            | 京都市   | 山科区   | 竹鼻竹ノ街道町 | 外環三条交差点          |
| 京都府道116号渋谷山科停車場線 / 渋谷街道 重複区間終点 京都府道117号小野山科停車場線 / 醍醐街道 重複区間終点                                                         | 京都市   | 山科区   | 竹鼻竹ノ街道町 |                         |
| 京都市道185号勧修寺日ノ岡線 / 大石道 | 京都市   | 山科区   | 日ノ岡鴨土町   | 日ノ岡交差点            |
| 京都市道渋谷蹴上線 / 東山ドライブウェイ | 京都市   | 山科区   | 日ノ岡夷谷町   |                         |
| 京都市道182号蹴上高野線 | 京都市   | 東山区   | 西小物座町     | 蹴上交差点              |
| 京都府道37号二条停車場東山三条線 / 三条通 京都市道181号京都環状線 / 東大路通                                                                                        | 京都市   | 東山区   | 西海子町       | 東山三条交差点          |
| 京都市道186号嵐山祇園線 / 四条通 | 京都市   | 東山区   | 祇園町北側     | 祇園交差点              |
| 国道1号 / 五条通 国道8号 重複 | 京都市   | 東山区   | 五条橋東6丁目  | 東山五条交差点          |
| 京都府道116号渋谷山科停車場線 / 渋谷街道 | 京都市   | 東山区   | 常盤町         | 馬町交差点              |
| 京都府道113号梅津東山七条線 / 七条通 | 京都市   | 東山区   | 妙法院前側町   | 東山七条交差点          |
| 京都府道118号勧修寺今熊野線 / 醍醐道 | 京都市   | 東山区   | 今熊野宝蔵町   | 今熊野交差点            |
| 国道24号 / 河原町通 | 京都市   | 南区     | 東九条河西町   | 九条河原町交差点        |
| 京都府道115号伏見港京都停車場線 / 竹田街道 | 京都市   | 南区     | 東九条中御霊町 | 大石橋交差点            |
| 国道1号 / 油小路通・九条通 重複区間起点 | 京都市   | 南区     | 西九条東島町   | 九条油小路交差点        |
| 京都府道114号七条大宮四ツ塚線 / 大宮通 重複区間起点 | 京都市   | 南区     | 九条町         | 九条大宮交差点          |
| 国道1号 重複区間終点 国道171号 / 九条通 京都府道・大阪府道13号京都守口線 / 京阪国道 大阪府道・京都府道14号大阪高槻京都線 京都府道114号七条大宮四ツ塚線 重複区間終点 | 京都市   | 南区     | 四ツ塚町       | 京阪国道口交差点 / 終点 |

### 交差する鉄道
- 東海道本線（琵琶湖線）
- 京阪京津線
- 京阪本線
- 奈良線
- 近鉄京都線

### 沿線
- ラクト山科
- 京都銀行 山科支店
- JR西日本琵琶湖線・湖西線・京都市営地下鉄東西線・京阪京津線 山科駅
- 京都薬科大学
- 京都市立鏡山小学校
- 天智天皇山科陵
- 京都市営地下鉄東西線・京阪京津線 御陵駅
- 京都市上下水道局 蹴上浄水場
- 京都市営地下鉄東西線
  - 蹴上駅 - 東山駅
- ウェスティン都ホテル京都
- 元京都市立白川小学校（京都市立開睛小中学校に統合）
- 宗教法人阿含宗 関西総本部
- 粟田御所青蓮院門跡
- 佛教教育学園（京都華頂大学、華頂短期大学、華頂女子高等学校）
- 京都文教学園（京都文教短期大学附属小学校・京都文教中学校・高等学校）
- 滋賀銀行 東山支店
- 八坂神社
- 漢字博物館（元京都市立弥栄中学校）
- 八坂女紅場学園 祇園女子技芸学校
- 東山区役所
- 元京都市立洛東中学校（京都市立開睛小中学校に統合）
- 西大谷
- 京都市立東山小学校（京都市立開睛小中学校に統合）
- 東山武田病院→フォーシーズンズホテル
- 京都国立博物館
- 智積院
- 大谷中学校・高等学校
- 京都第一赤十字病院
- JR西日本奈良線・京阪本線 東福寺駅
- 京都市営地下鉄烏丸線 九条駅
- 凌風学園（京都市立陶化小学校）
- 京都市営バス九条営業所
- 京都市立九条弘道小学校
- 近鉄京都線 東寺駅
- 京都市立九条中学校
- 東寺